# Лук тяньшанский
Лук тяньшанский (лат. Allium tianschanicum) — многолетнее травянистое растение, вид рода Лук (Allium) семейства Луковые (Alliaceae).

## Распространение и экология
В природе ареал вида охватывает Памиро-Алай и Тянь-Шань.
Произрастает на каменистых и скалистых склонах, в среднем поясе гор.

## Ботаническое описание
Луковицы цилиндро-конические или почти цилиндрические, диаметром 0,75—2 см, длиной 5—15 см, с бурыми, кожистыми, раскалывающимися оболочками, по нескольку прикреплены к короткому корневищу. Стебель высотой 15—25 см, при основании одетый гладкими влагалищами листьев.
Листья в числе 3—4, узколинейные, шириной 1—1,5 мм, желобчатые, ресничато-шероховатые, обычно короче стебля.
Чехол остающийся, немного длиннее зонтика, с носиком приблизительно равным основанию чехла. Зонтик полушаровидный или почти шаровидный, многоцветковый, густой. Листочки почти шаровидного околоцветника желтоватые, беловатые, краснеющие, длиной 5-6 мм, яйцевидные, тупые, наружные иногда выемчатые. Нити тычинок на четверть или в половину длиннее листочков околоцветника, при самом основании между собой и с околоцветником сросшиеся, шиловидные, цельные, равные. Столбик выдается из околоцветника.
Коробочка едва короче околоцветника.

## Таксономия
Вид Лук тяньшанский входит в род Лук (Allium) семейства Луковые (Alliaceae) порядка Спаржецветные (Asparagales).
|  |                                      |  |                                                             |                                                             |                   |  | ещё 24 семейства (согласно Системе APG II) | ещё 24 семейства (согласно Системе APG II) |                     |  |  |  | ещё более 870 видов |
|  |                                      |  |                                                             |                                                             |                   |  | ещё 24 семейства (согласно Системе APG II) | ещё 24 семейства (согласно Системе APG II) |                     |  |  |  | ещё более 870 видов |
|  |                                      |  |                                                             | порядок Спаржецветные                                       |                   |  |                                            |                                            | род Лук             |  |  |  |                     |
|  |                                      |  |                                                             | порядок Спаржецветные                                       |                   |  |                                            |                                            | род Лук             |  |  |  |                     |
|  | отдел Цветковые, или Покрытосеменные |  |                                                             |                                                             | семейство Луковые |  |                                            |                                            | вид Лук тяньшанский |  |  |  |                     |
|  | отдел Цветковые, или Покрытосеменные |  |                                                             |                                                             | семейство Луковые |  |                                            |                                            |                     |  |  |  |                     |
|  |                                      |  | ещё 44 порядка цветковых растений (согласно Системе APG II) | ещё 44 порядка цветковых растений (согласно Системе APG II) |                   |  |                                            | ещё около 300 родов                        | ещё около 300 родов |  |  |  |                     |
|  |                                      |  |                                                             | ещё 44 порядка цветковых растений (согласно Системе APG II) |                   |  |                                            |                                            | ещё около 300 родов |  |  |  |                     |